# Serie B 1996-1997 (calcio femminile)
L'edizione 1996-1997 è stata la ventottesima edizione del campionato di Serie B femminile italiana di calcio.

## Stagione

### Novità
Variazioni prima dell'inizio del campionato:
cambi di denominazione:
- da "S.S. Fiamma Bari" ad "A.S.I. Bari C.F."

società non aventi diritto ammesse in Serie B:
- "S.S. Fiamma Bari" di Bari (9ª nel girone B della Serie B e retrocessa in Serie C),
- "A.C.F. Dinamo Faenza" di Faenza (11ª nel girone A della Serie B e retrocessa in Serie C);
- "A.C.F. Trento" di Trento (12ª nel girone A della Serie B e retrocessa in Serie C).

### Formula
Vi hanno partecipato 34 squadre divise in tre gironi. La prima classificata di ognuno dei tre gironi viene promossa in Serie A. Le ultime tre classificate di ciascun girone vengono retrocesse nei rispettivi campionati regionale di Serie C.

## Girone A

### Squadre partecipanti
| Club                           | Città                | Stagione 1995-1996                   |
| ------------------------------ | -------------------- | ------------------------------------ |
| A.C.F. Ambrosiana              | Milano Crescenzago   | 9º posto in Serie B/A                |
| A.S. Attilia Nuoro             | Nuoro                | 1º posto in Serie C Sardegna         |
| A.C.S. Delfino                 | Cagliari             | 16º posto in Serie A                 |
| A.C.F. Firenze                 | Firenze              | 1º posto in Serie C Toscana          |
| Pol. Flumini                   | Quartu Sant'Elena    | 5º posto in Serie B/A                |
| GEAS Sez. C.F.                 | Sesto San Giovanni   | 15º posto in Serie A                 |
| A.C.F. Idea Profumi Sarzana    | Sarzana              | 3º posto in Serie B/A                |
| A.C.F. Sant'Alessio            | Carignano di Lucca   | in Serie C Toscana                   |
| G.S.F. Spezia                  | La Spezia            | 1º posto in Serie C Liguria          |
| F.C.F. Tradate Abbiate         | Tradate              | 1º posto in Serie Regionale lombarda |
| C.F. Trecate                   | Trecate              | 3º posto in Serie B/A                |
| S.S. Zazzeri Ideal Club Incisa | Incisa in Val d'Arno | 6º posto in Serie B/B                |

### Classifica finale
|  | Pos. | Squadra                   | Pt | G  | V  | N | P  | GF | GS | DR  |
|  | ---- | ------------------------- | -- | -- | -- | - | -- | -- | -- | --- |
|  | 1.   | Sarzana                   | 55 | 22 | 17 | 4 | 1  | 57 | 15 | +42 |
|  | 2.   | Zazzeri Ideal Club Incisa | 40 | 22 | 11 | 7 | 4  | 43 | 32 | +11 |
|  | 3.   | G.E.A.S.                  | 38 | 22 | 11 | 5 | 6  | 39 | 26 | +13 |
|  | 4.   | Tradate Abbiate           | 35 | 22 | 9  | 8 | 5  | 54 | 36 | +18 |
|  | 5.   | Delfino                   | 34 | 22 | 9  | 7 | 6  | 31 | 37 | -6  |
|  | 6.   | Attilia Nuoro             | 32 | 22 | 9  | 5 | 8  | 49 | 48 | +1  |
|  | 7.   | Trecate                   | 31 | 22 | 9  | 4 | 9  | 41 | 30 | +11 |
|  | 8.   | Firenze                   | 26 | 22 | 7  | 5 | 10 | 30 | 36 | -6  |
|  | 9.   | Sant'Alessio              | 22 | 22 | 5  | 7 | 10 | 30 | 39 | -9  |
|  | 10.  | Spezia                    | 21 | 22 | 4  | 9 | 9  | 26 | 39 | -13 |
|  | 11.  | Ambrosiana                | 19 | 22 | 5  | 4 | 13 | 29 | 48 | -19 |
|  | 12.  | Flumini                   | 8  | 22 | 1  | 5 | 16 | 11 | 54 | -43 |

Legenda:
      Promossa in Serie A
      Retrocessa in Serie C
Note:
Tre punti a vittoria, uno a pareggio, zero a sconfitta.
Lo Spezia e il Flumini sono stati successivamente riammessi a completamento organici.

## Girone B

### Squadre partecipanti
| Club                     | Città                    | Stagione 1995-1996                          |
| ------------------------ | ------------------------ | ------------------------------------------- |
| S.S.C.F. Bardolino       | Calmasino di Bardolino   | 1º posto in Serie C Veneto                  |
| Bologna C.F.             | Bologna                  | 1º posto in Serie C Emilia Romagna girone A |
| Calcio Chiasiellis       | Chiasiellis              | 1º posto in Serie C Friuli-Venezia Giulia   |
| A.C.F. Dinamo Faenza     | Faenza                   | 11º posto in Serie B/A                      |
| A.C. Foroni              | Verona                   | 7º posto in Serie B/A                       |
| A.C.F. Jolly Marostica   | Marostica                | in Serie C Friuli-Venezia Giulia            |
| Packcenter Imola A.C.F.  | Imola                    | 3º posto in Serie B/B                       |
| A.C.F. Santarcangelo     | Santarcangelo di Romagna | in Serie C Emilia Romagna                   |
| Teramo C.F.              | Teramo                   | in Serie C                                  |
| A.C.F. Trento            | Trento                   | 12º posto in Serie B/A                      |
| A.C.F. VeneziaJesolo     | Jesolo                   | 6º posto in Serie B/A                       |
| U.S.C.F. Vittorio Veneto | Vittorio Veneto          | 8º posto in Serie B/A                       |

### Classifica finale
|  | Pos. | Squadra          | Pt | G  | V  | N  | P  | GF | GS | DR  |
|  | ---- | ---------------- | -- | -- | -- | -- | -- | -- | -- | --- |
|  | 1.   | Bardolino        | 58 | 22 | 19 | 1  | 2  | 65 | 19 | +46 |
|  | 2.   | Packcenter Imola | 52 | 22 | 17 | 1  | 4  | 51 | 27 | +24 |
|  | 3.   | Bologna CF       | 48 | 22 | 14 | 6  | 2  | 48 | 14 | +34 |
|  | 4.   | Trento           | 40 | 22 | 12 | 4  | 6  | 57 | 35 | +22 |
|  | 5.   | VeneziaJesolo    | 31 | 22 | 9  | 4  | 9  | 36 | 35 | +1  |
|  | 5.   | Dinamo Faenza    | 31 | 22 | 8  | 7  | 7  | 31 | 32 | -1  |
|  | 7.   | Foroni           | 25 | 22 | 6  | 7  | 9  | 21 | 22 | -1  |
|  | 8.   | Chiasiellis      | 22 | 22 | 6  | 4  | 12 | 22 | 39 | -17 |
|  | 9.   | Jolly Marostica  | 19 | 22 | 5  | 4  | 13 | 24 | 43 | -19 |
|  | 10.  | Vittorio Veneto  | 17 | 22 | 2  | 11 | 9  | 16 | 31 | -15 |
|  | 11.  | Teramo           | 14 | 22 | 3  | 5  | 14 | 20 | 62 | -42 |
|  | 12.  | Santarcangelo    | 10 | 22 | 2  | 4  | 16 | 19 | 51 | -32 |

Legenda:
      Promossa in Serie A
      Retrocessa in Serie C
Note:
Tre punti a vittoria, uno a pareggio, zero a sconfitta.
Il Vittorio Veneto e il Teramo sono stati successivamente riammessi a completamento organici.

## Girone C

### Squadre partecipanti
| Club                           | Città             | Stagione 1995-1996           |
| ------------------------------ | ----------------- | ---------------------------- |
| A.S. Ars et Labor Mesagne      | Mesagne           | 1º posto in Serie C Puglia   |
| A.C. Atletico Taormina         | Taormina          | 7º posto in Serie B/B        |
| A.S.I. Bari C.F.               | Bari              | 9º posto in Serie B/B        |
| A.C.F. DIDDL Sporting Sorrento | Sorrento          | 2º posto in Serie B/B        |
| A.S. Gravina C.F.              | Gravina in Puglia | 3º posto in Serie B/B        |
| Lamezia C.F.                   | Lamezia Terme     | 1º posto in Serie C Calabria |
| Pol. Ludos                     | Palermo           | 1º posto in Serie C Sicilia  |
| A.S. Martina Franca            | Martina Franca    | 7º posto in Serie B/B        |
| Quarticciolo Lazio             | Roma              | 1º posto in Serie C Lazio    |
| G.S. Roma C.F.                 | Roma              | 5º posto in Serie B/B        |

### Classifica finale
|  | Pos. | Squadra                 | Pt | G  | V  | N | P  | GF | GS | DR  |
|  | ---- | ----------------------- | -- | -- | -- | - | -- | -- | -- | --- |
|  | 1.   | DIDDL Sporting Sorrento | 41 | 18 | 13 | 2 | 3  | 62 | 16 | +46 |
|  | 2.   | Gravina in Puglia       | 39 | 18 | 12 | 3 | 3  | 40 | 16 | +24 |
|  | 3.   | Roma CF                 | 32 | 18 | 10 | 2 | 6  | 38 | 19 | +19 |
|  | 3.   | Ludos Palermo           | 32 | 18 | 10 | 2 | 6  | 28 | 26 | +2  |
|  | 5.   | Atletico Taormina       | 30 | 18 | 8  | 6 | 4  | 45 | 19 | +26 |
|  | 5.   | Bari                    | 30 | 18 | 9  | 3 | 6  | 27 | 26 | +1  |
|  | 7.   | Quarticciolo Lazio      | 26 | 18 | 8  | 2 | 8  | 34 | 27 | +7  |
|  | 8.   | Martina Franca          | 18 | 18 | 6  | 0 | 12 | 31 | 41 | -10 |
|  | 9.   | Ars et Labor Mesagne    | 8  | 18 | 2  | 2 | 14 | 6  | 49 | -43 |
|  | 10.  | Lamezia (-1)            | 1  | 18 | 0  | 2 | 16 | 6  | 78 | -72 |

Legenda:
      Promossa in Serie A
      Retrocessa in Serie C
Note:
Tre punti a vittoria, uno a pareggio, zero a sconfitta.
Il Lamezia ha scontato 1 punto di penalizzazione per una rinuncia.
Il Martina Franca e l'Ars et Labor Mesagne sono stati successivamente riammessi a completamento organici.

## Verdetti finali
- Idea Profumi Sarzana, Bardolino e DIDDL Sporting Sorrento promosse in Serie A.
- Spezia, Ambrosiana, Flumini, Vittorio Veneto, Teramo, Santarcangelo, Martina Franca, Ars et Labor Mesagne e Lamezia retrocesse nei rispettivi campionati regionali di Serie C.